# Феликс (представа)
Феликс је позоришна представа коју су написали Владимир Кецмановић и Коста Пешевски, а режирао Дарко Бајић.